# 桜田町
桜田町（さくらだちょう）は、かつて東京都麻布区（後に港区）にあった町である。行政地名としては、麻布桜田町（あざぶさくらだちょう）と称した。

## 概要

### 前史
治承年間（1177年 - 1181年）に源頼朝が霞山稲荷（桜田神社）に神領を寄進した際に、田の畝に桜を植えたところ大いに茂ったことから「桜田」と呼ばれた。この「桜田」は現在の霞が関にあった場所であり、寛永元年（1624年）に江戸城御用地となったため代地として麻布の地に移された。

### 麻布桜田町

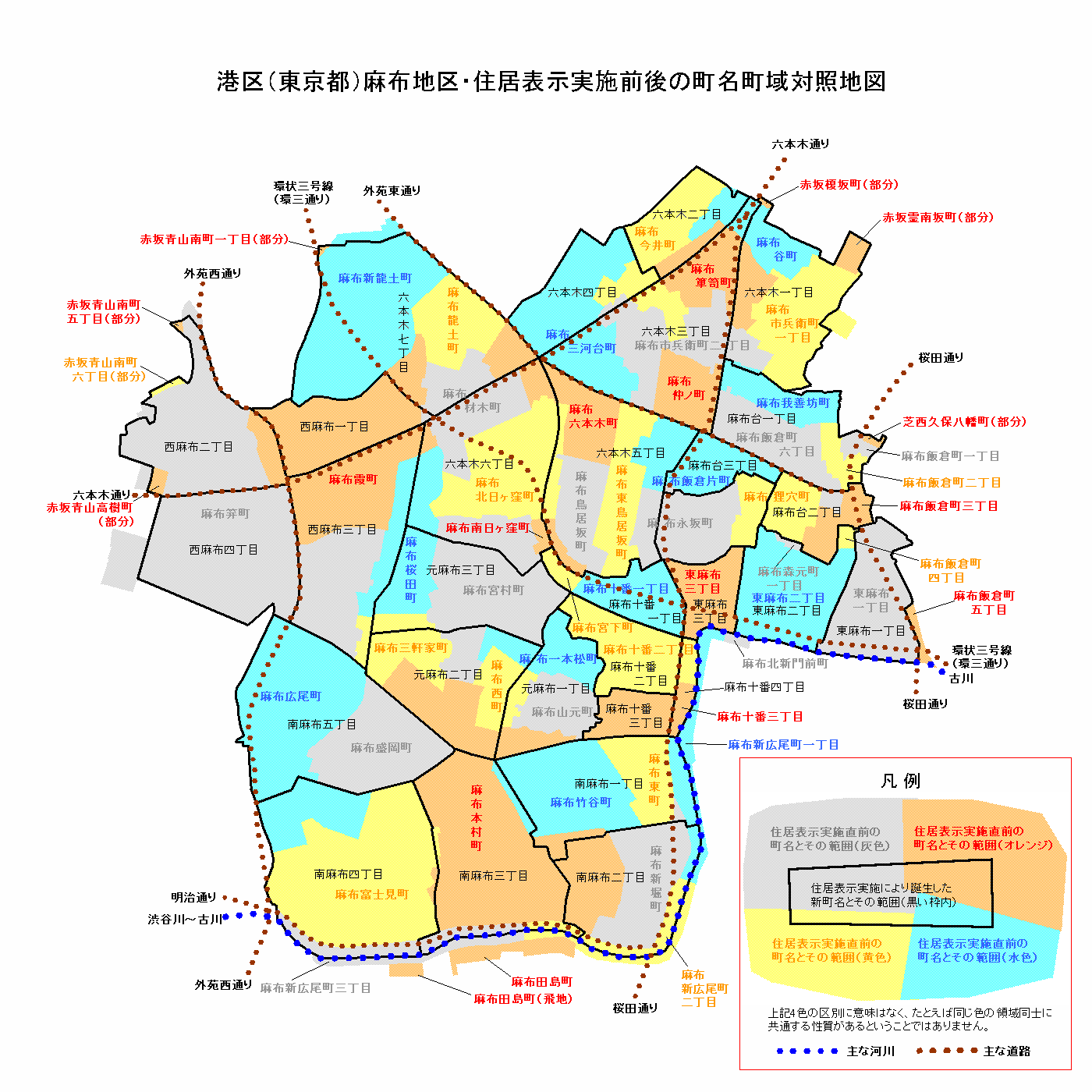
麻布地区住居表示対照図

桜田町は麻布の高台にあった町であり、現在の住所で東京都港区元麻布3丁目、西麻布3丁目、六本木6丁目のそれぞれ一部が含まれる。その町域は、現在の在日中華人民共和国大使館（中国大使館、戦前は満州国大使館）のあたりから、大地の尾根沿いを北に向かう通称「テレ朝通り」に沿った町域は、現在の六本木ヒルズ・六本木さくら坂の坂上、グランドハイアット東京の脇を通って、現在の六本木通り・六本木六丁目交差点の手前付近まで至るものであった。
町名は1907年（明治40年）から1947年（昭和22年）までの期間を除いては、「麻布桜田町」という町名であった。桜田町では1922年（大正11年）、3,300坪に及ぶ住宅地が箱根土地（国土計画の前身）によって開発・分譲されている。
1966年（昭和41年）、住居表示に関する法律に基づいた町域の再編が行われ、かつての桜田町の町域は分割されて元麻布、西麻布、六本木の一部となり、桜田町の町名は消滅した。

## 桜田町に存在した施設
江戸時代、桜田町には旗本・松平定朝の屋敷や、剣客・辻月丹が参禅した吸江寺などがあった。1888年（明治21年）には、現在の海城中・高の前身である海軍兵医学校予備校が開校し、2年後に麹町に移転するまで桜田町にあたる一角に所在していた。
また、現在の元麻布3丁目にある中国大使館の敷地は広大なものであるが、ここは大東亜戦争以前、満州国の大使館であった。

## 桜田町に縁のある人物
沖田総司、柳原白蓮、西竹一らが生まれ育った場所であり、柳原は麻布の南山小学校に通った。
歴史学者・網野善彦は桜田町に育った。また、王子製紙社長やラジオ東京（現・TBSラジオ）社長などを歴任した実業家・足立正も桜田町に邸宅を構えていた。